# Aphrodinae
Aphrodinae (лат.) — подсемейство прыгающих насекомых из семейства цикадок (Cicadellidae). Встречаются, главным образом, в Голарктике; также известны в Юго-Восточной Азии и Африке. Макросетальная формула задних бёдер варьирует, обычно равна 2+2+1. Обладают сходством с Xestocephalinae и Deltocephalinae. 8 родов, 20 видов. Древнейшие представители подсемейства были найдены в балтийском янтаре. 

## Список родов
Некоторые роды подсемейства:
- Anoscopus Kirschbaum, 1858
- Aphrodes Curtis, 1833
- Planaphrodes Hamilton, 1975
- Stroggylocephalus Flor, 1861

## Заметки
1. ↑  Aphrodinae — www.inhs.uiuc.edu Архивная копия от 18 мая 2011 на Wayback Machine  (англ.) (Дата обращения: 31 августа 2011)
2. ↑  Christopher H. Dietrich, Ana Clara Gonçalves. New Baltic amber leafhoppers representing the oldest Aphrodinae and Megophthalminae (Hemiptera, Cicadellidae) (англ.) // European Journal of Taxonomy. — 2014-02-14. — Vol. 0, iss. 74. — ISSN 2118-9773. — doi:10.5852/ejt.2014.74. Архивировано 8 марта 2021 года.
3. ↑  BioLib Архивная копия от 18 декабря 2019 на Wayback Machine Profil taxonu — podčeleď mokřatky Aphrodinae  (чешск.)